# Verdelis-Maler
Verdelis-Maler ist der Notname eines spätgeometrisch-argivischen Vasenmalers. Er wirkte in der Zeit zwischen 750 und 690 v. Chr.
Benannt ist er nach dem Archäologen Nikolaos Verdelis, der die dem Verdelis-Maler zugeschriebenen Vasen bei Ausgrabungen in Tiryns gefunden und erstmals publiziert hat. Ihm werden vier Vasen sicher zugeschrieben, wobei es sich um einen Kantharos und drei Becher handelt. Die Bemalung ist bei allen vier Stücken nach dem gleichen Muster aufgebaut, bei dem ein Feld mit figürlichen Darstellungen von zwei kleineren Feldern mit Ornamenten gerahmt wird. Im Mittelfeld ist jeweils ein Mann dargestellt, neben dem sich auf beiden Seiten Pferde befinden. Da es sich um kleine Vasen handelt, sind die Pferde in einer sehr reduzierten Form ausgeführt: der Körper ist nahezu rechteckig, der Nacken wird nur als Bogen angedeutet und die Beine wie der Schwanz werden nur mit kurzen Strichen dargestellt, wobei an den Beinen die Gelenke markiert sind.
Von Paul Courbin und John Nicolas Coldstream wurden eine Reihe weiterer Vasen mit dem Verdelis-Maler in Verbindung gebracht, insbesondere wegen der darauf zu findenden reduzierten Miniaturausführungen von Pferden.